# 創紀房地產投資信託基金
創紀房地產投資信託基金是新鴻基地產旗下的房地產信託基金。
2006年5月，新鴻基地產計劃分拆創紀房地產投資信託基金於香港上市。創紀房地產投資信託基金的資產包十項位於香港的物業，包括觀塘創貿廣場、鴻貿中心、訊科中心、創紀之城一期、創紀之城三期、長沙灣經緯商業大廈、半島大廈、時代中心、葵涌貿易之都及荃灣新領域廣場。新鴻基地產計劃在創紀房地產投資信託基金上市後持有29.6%至36%權益。
當時香港各地產商爭先分拆旗下物業上市。
2006年6月，新鴻基地產公佈因市況欠佳而延遲上市計劃。